# Logan Da Costa
Logan Da Costa (Mont-Saint-Martin, 30 maggio 1992) è un karateka francese.

## Biografia
Anche il fratelli minori, i gemelli Jessie Da Costa e Steven Da Costa, sono karateka di caratura internazionale.

## Palmarès
| Anno | Manifestazione        | Sede       | Evento           | Risultato | Note |
| ---- | --------------------- | ---------- | ---------------- | --------- | ---- |
| 2012 | Mondiali universitari | Bratislava | Kumite -67 kg    | Bronzo    |      |
| 2012 | Mondiali universitari | Bratislava | Kumite a squadre | Bronzo    |      |
| 2012 | Mondiali              | Parigi     | Kumite a squadre | Oro       |      |
| 2013 | Europei               | Budapest   | Kumite a squadre | Oro       |      |
| 2014 | Mondiali universitari | Antivari   | Kumite -67 kg    | Oro       |      |